# Per Benson

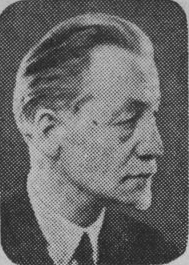
Per Benson (c:a 1938)

Per Benson, född 19 december 1878 i Såå i Åre, död 4 november 1939 i Saltsjö-Duvnäs, var en svensk arkitekt.

## Biografi
Benson utbildade sig på Tekniska skolan i Stockholm 1898–1900, med fortsatta studier på Kungliga Tekniska högskolan 1901–1905. Han var därefter anställd på ett flertal arkitektkontor samt på Generaltullstyrelsen. Han drev även egen arkitektverksamhet.

## Verk i urval
Per Benson ritade Åre turistrestaurant (1909) samt Sporthotellet där (1912) vilka uppfördes av Årebyggmästaren Mårten Ohlson. De båda samarbetade även i anläggandet av Råsunda idrottsplats (1910),. För Wilhelm Peterson-Berger ritade han villan Sommarhagen (1914). På Norderön ritade han Wilhelmsberg (1915). I Stockholmsområdet ritade han bland annat hyreshuset i Lärkstaden vid Karlavägen 1 (1915), ett nytt affärshus för Sidenhuset (1927, rivet 1969) och fabriksbyggnader för Svenska Pianofabriken, Ekstrands Snickerifabrik och Nordiska Aviatik AB i Tellusborg (1917–1918). I Storängen ritade han villorna vid Prästgårdsvägen 5 (1923) och 7 (1926), samt Anton Genbergs villa vid Ängsvägen 14 (1924). Han ritade skolor i Örebro och Nacka (Järla skola, 1924) samt ledde restaurering av Nacka kyrka (1921). För Generaltullstyrelsen ritade han nya tullhusen i Västervik (1933), Uppsala (1936) samt i Västerås (1939).

## Bildgalleri

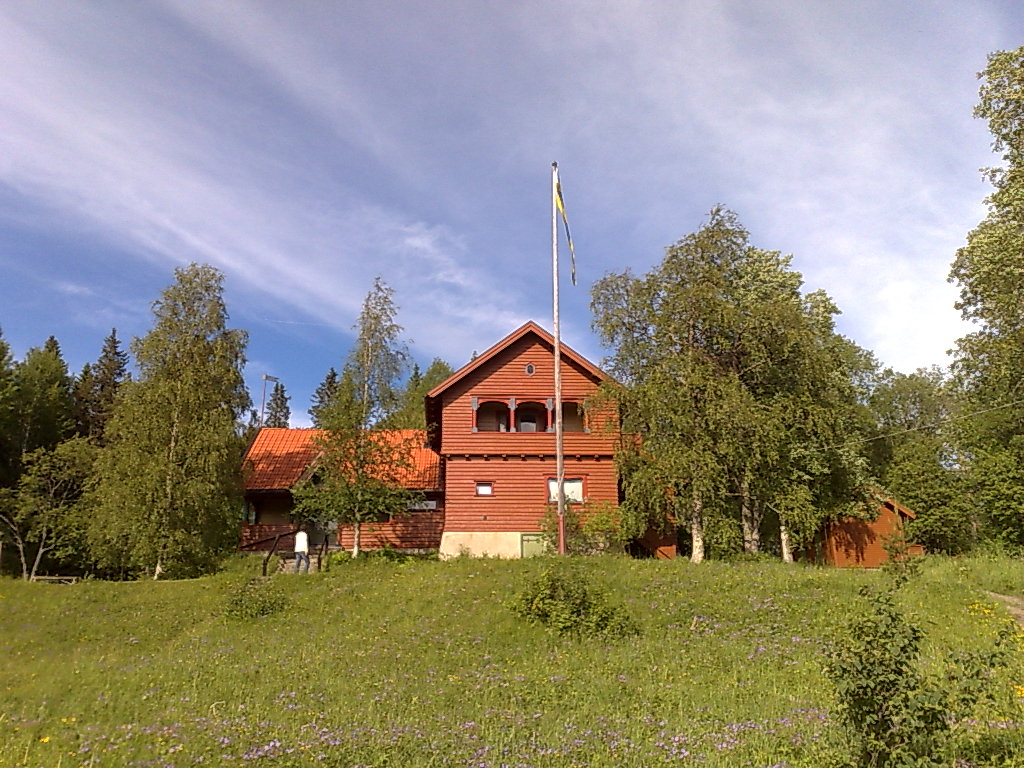
Sommarhagen, Frösön
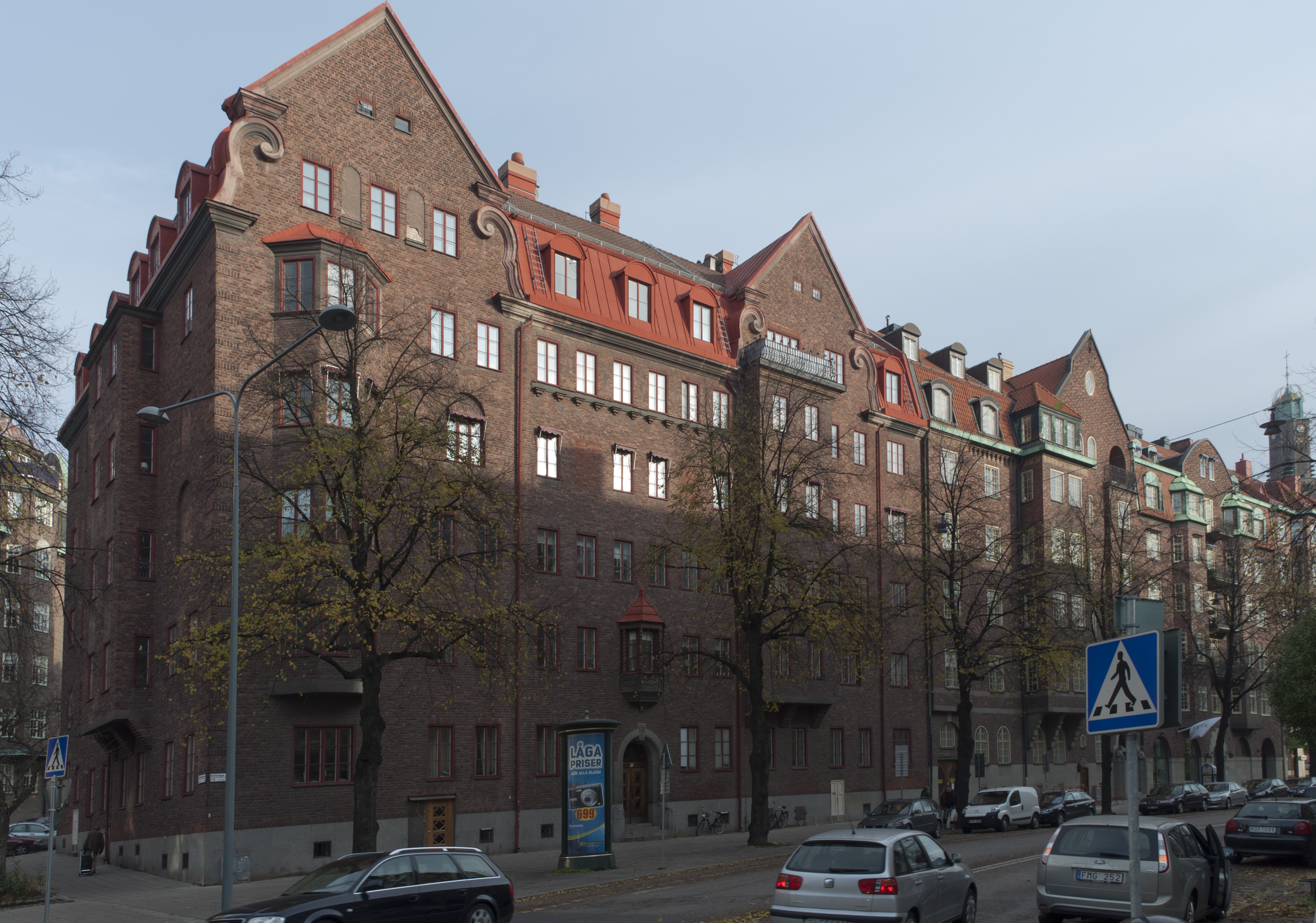
Karlavägen 1, Stockholm
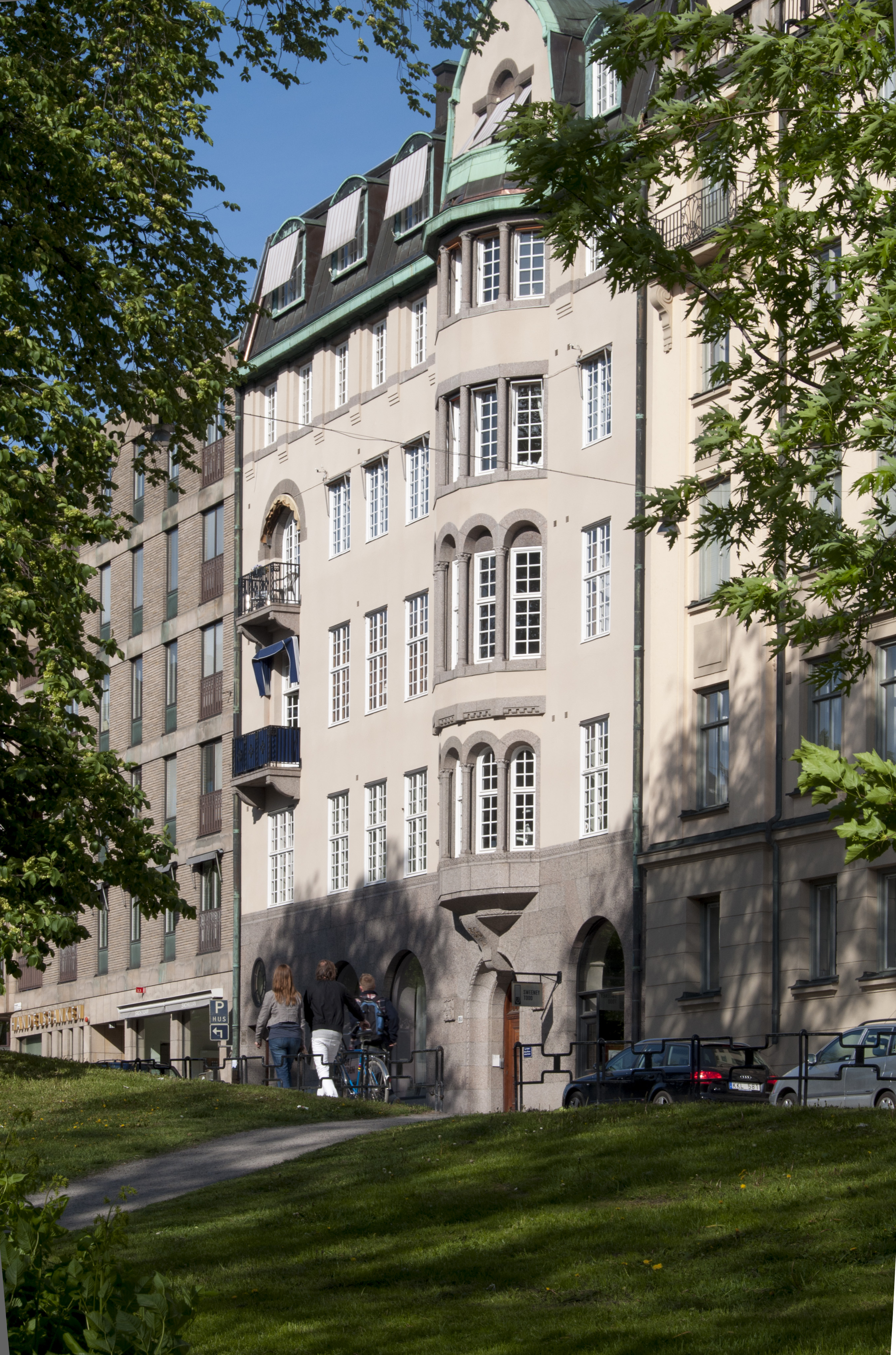
Sturegatan 36, Stockholm
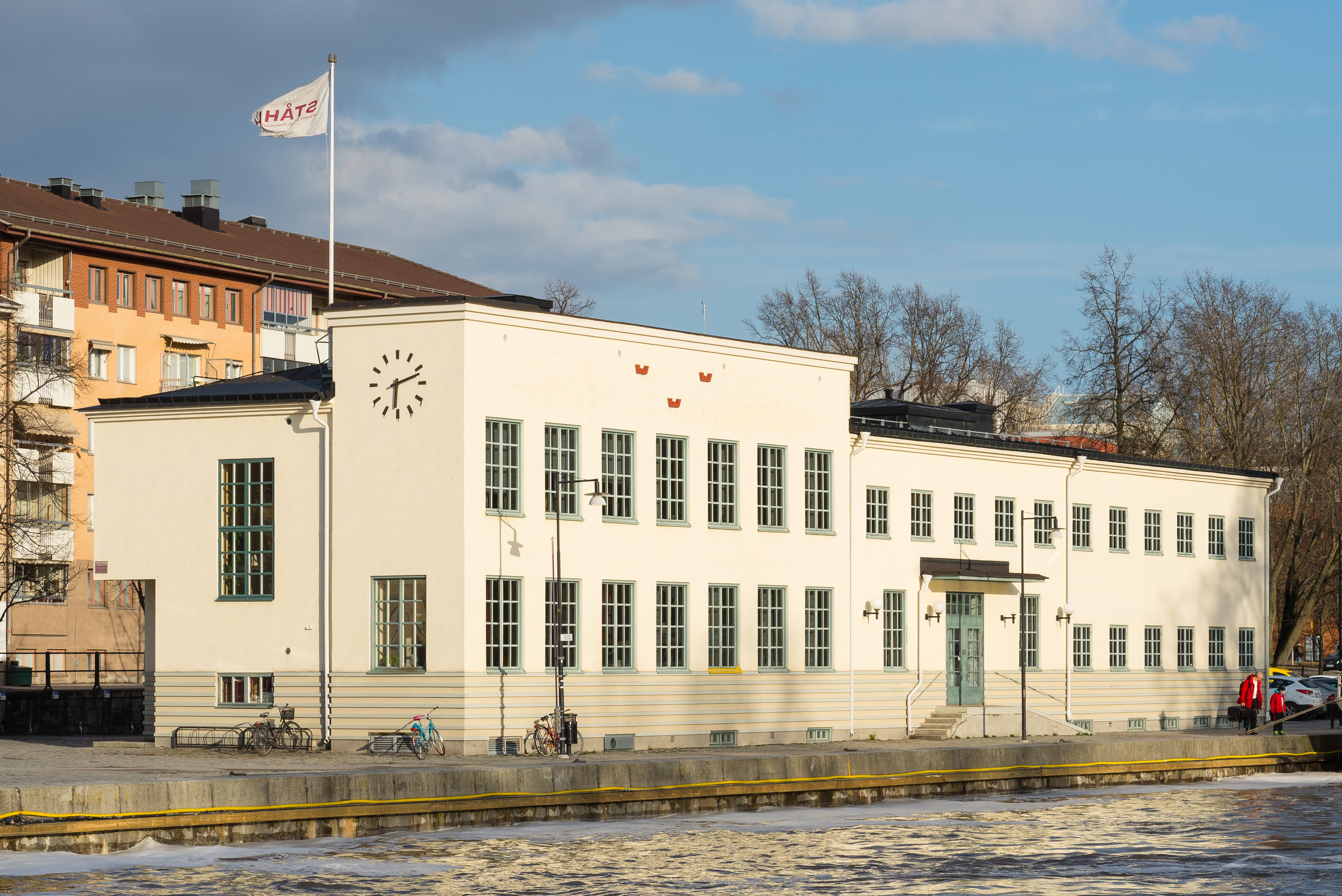
Tullhuset, Uppsala
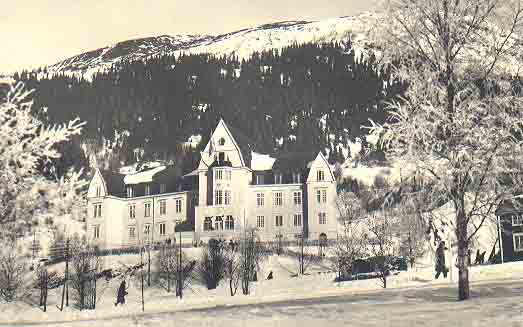
Sporthotellet, Åre